# 浊咽上塞音
浊咽上塞音是一种罕见的辅音。
咽音通常可分为咽的上部和下部发音。下部即会厌音，因此上部一般简称为“咽音”。在世界语言广泛存在的音中，上咽部一般只有清擦音[ħ]和一个从擦音到（更常见的）近音的浊音[ʕ]。会厌区域产生塞音[ʡ]和介于擦音和颤音间的[ʜ]、[ʢ]。后一对常是颤音，很少是简单的擦音，因此这些辅音被简单归类为咽音，接着分为塞音、擦/近音、颤音等。:695
目前还没有任何一种语言有上咽塞音音位。努语据称在塞音中有上咽化。努语搭嘴音的后成阻部位中据说有个介于小舌和上咽之间的罕见成阻，取决于具体的搭嘴类型。然而，如果那里真的是咽音，就不可能是鼻搭嘴音。
其他情况下，上咽塞音只能出现在言语失调中。例如，部分腭裂儿童言语中，上咽塞音作为避免塞音变为鼻音的补偿性后退。国际音标扩展提供的字母是⟨𝼂⟩(倒转的ɢ)，等效于IPA⟨ɢ̠⟩。

## 特征
浊咽上塞音的特征有：
- 調音方法是閉塞，也就是說通過阻礙空氣在聲道流動來調音。由於此輔音也是一個口腔輔音，故氣流被完全地阻塞住，而形成一個塞音。
- 調音部位是咽，即讓舌根碰觸咽以調音。

- 發聲類型是濁音，意味着發音時聲帶顫動。

- 本輔音是口腔輔音（口音），表示調音時空氣只從口裡流出。
- 本輔音為中央輔音，調音時氣流在口腔的中央流過舌面，而不從兩側流過。
- 氣流機制是肺部氣流，即由肺與橫膈膜驱动空气。